# منطقة الموت (جغرافيا)

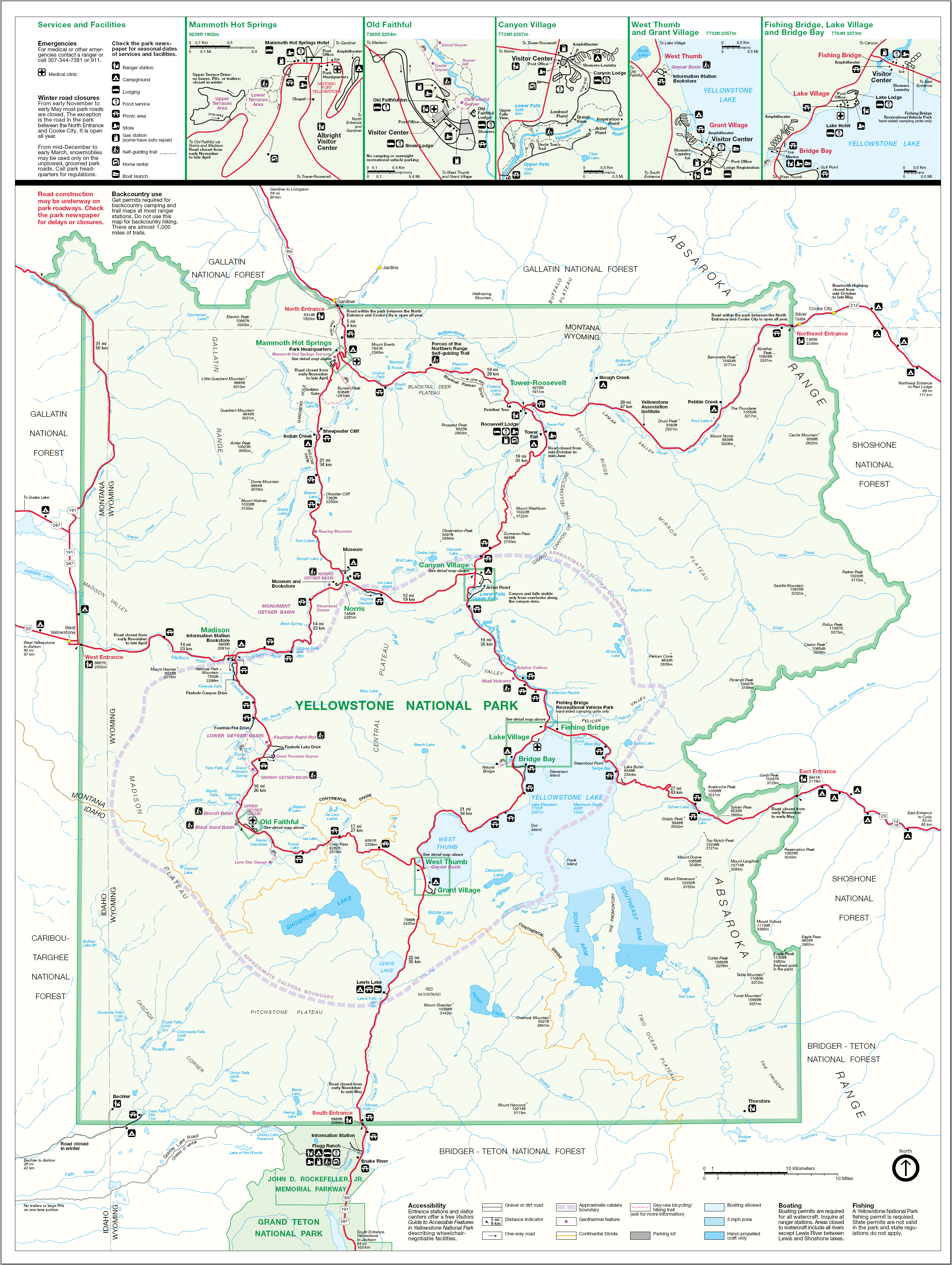
خريطة منتزه يلوستون الوطني

منطقة الموت هو الاسم الذي يطلق على منطقة مساحتها حوالي 50 ميلاً مربعًا في متنزه يلوستون الوطني، والتي يمكن لمرتكب أي جريمة فيها، بما في ذلك الاغتصاب والقتل، أن يفلت من العقاب نتيجة لثغرة في دستور الولايات المتحدة.    

## ثغرة
منطقة المحكمة التي تحكم ولاية وايومنغ هي حاليًا الدائرة القضائية الوحيدة في الولايات المتحدة التي تتمتع بالولاية القضائية على أراضٍ تابعة لولايات أخرى. أي مجرم يكتشف أنه ارتكب جريمة هناك سيتم إحضاره إلى شايان، حيث أن الجريمة حدثت عملياً في منطقة محكمة وايومنغ. وفقًا للتعديل السادس لدستور الولايات المتحدة، يجب إجراء محاكمة داخل الولاية والمقاطعة التي ارتكبت فيها الجريمة. وبسبب هذا، من الناحية الدستورية ستكون هناك حاجة لعقد المحاكمة في «منطقة الموت».
إلا أن تجميع هيئة محلفين غير ممكن، لأن منطقة يلوستون في ولاية أيداهو غير مأهولة.